# Сапунов, Борис Викторович
Бори́с Ви́кторович Сапуно́в (род. 6 июля 1922, Курск — 18 августа 2013) — советский и российский историк, специалист по древнерусскому искусству, доктор исторических наук (1974), профессор.
Почетный доктор Оксфордского университета.
Член Петровской академии наук и искусств.

## Биография
В 1939 году поступил на исторический факультет Ленинградского государственного университета (ЛГУ).
После начала Советско-финской войны добровольцем пошёл на фронт, был санитаром. Потом вернулся в университет, но в 1940 году был мобилизован в армию. Когда началась Великая Отечественная война, служил в Прибалтике. Прошёл всю войну до последнего дня в артиллерии. Сержантом в составе войск 1-го Белорусского фронта участвовал в штурме Берлина и Рейхстага. Его подпись на стене Рейхстага сохранилась до сих пор и ныне вместе с другими подписями советских солдат оставлена в мемориале. (По одному из утверждений — последний здравствующий из числа расписавшихся на Рейхстаге.) Владея немецким языком, в конце войны и после её окончания выполнял функции переводчика.
Чтобы помешать проникновению советских войск к центру Берлина по тоннелям метро неглубокого залегания, Гитлер приказал взорвать дамбы на Шпрее и затопить тоннели. Сапунов Б. В. участвовал в откачивании воды.
После демобилизации в 1946 году вернулся в ЛГУ, окончил исторический факультет (1949). Дипломную работу, посвящённую Степану Разину, писал под руководством профессора В. В. Мавродина.
С 1950 года — аспирант Эрмитажа, затем научный сотрудник, с 1986 года главный научный сотрудник Отдела русской культуры, заведовал аспирантурой Государственного Эрмитажа.
Кандидатскую диссертация писал о деятельности Ивана Фёдорова (под руководством Д. С. Лихачёва). По собственному утверждению: «Был учеником, пожалуй, даже любимым учеником Дмитрия Сергеевича Лихачева». В 1975 году защитил докторскую диссертацию «Книжная культура Древней Руси». Участвовал в исследовании архивов Николая II. Участвовал в археологических экспедициях в Пскове и Чернигове. Много лет работал в экспедициях по Северу по сбору икон. Как эксперт более 20 лет сотрудничал с правоохранительными органами, помогая раскрывать дела, связанные с кражами древнерусских икон. Работал профессором Санкт-Петербургского государственного аграрного университета.
На 2008 год имел более 600 публикаций. Опубликовал серию работ по истории христианства, автор оригинальной теории-исследования жизни Христа. Автор монографий «Книга в России в XI—XIII вв.» (М.: Наука, 1978) и «Земная жизнь Иисуса» (СПб., 2002) (вышла на нескольких языках). Постоянный автор петербургской газеты «Аномалия».
Кавалер более 30 российских и иностранных наград.
Сын Валентин (род. 1953) — доктор биологических наук, профессор РГГМУ и СПбГАУ.

### Книги
- Книга в России в XI-XIII вв. / Под ред. С. П. Луппова. - Ленинград : Наука. Ленингр. отд-ние, 1978. - 231 с., 4 л. ил.; 20 см.
- Культура и искусство России XVIII века : Новые материалы и исслед. Сб. статей / Гос. Эрмитаж, [Отд. истории рус. культуры; Науч. ред. Б. В. Сапунов, И. Н. Уханова]. - Ленинград : Искусство : Ленингр. отд-ние, 1981. - 151 с. : ил.; 22 см.; ISBN В пер. (В пер.) : 1 р. 80 к.
- Земная жизнь Иисуса / Борис Викторович Сапунов. - СПб. : Копи-Парк, 2003 (Тип. ООО Копи-Парк). - 122, [1] с. : портр.; 21 см.; ISBN 5-98341-002-4 (в обл.)
- Избранное / Б. В. Сапунов ; [ред. Л. Н. Захаров]. - Санкт-Петербург : Химиздат, 2014. - 278, [1] с. : ил., портр., факс.; 22 см.; ISBN 978-5-93808-224-3
- Истоки мировых религий : коллективная монография / Б. В. Сапунов, В. Б. Сапунов, М. В. Ермилова. - Санкт-Петербург : Гамма, 2021. - 162 с. : ил., портр.; 21 см.; ISBN 978-5-4334-0517-2 : 500 экз.
- Агротерритории в условиях современных экологических реалий : [монография] / Б. В. Сапунов, В. Б. Сапунов, М. В. Ермилова. - Санкт-Петербург : Гамма, 2022. - 187 с. : ил.; 21 см.; ISBN 978-5-4334-0540-0 : 500 экз.

### Статьи
- Из истории международных книжных связей Московской Руси XVI-XVII веков / Б. В. Сапунов // Книга. Исследования и материалы = Book. Researches and materials. - Москва : Книга, 1971. - Сборник 22, С. 105-126. - [22] с.
- Производство русской рукописной книги, ее цена и стоимость в XI-XIII вв. / Б. В. Сапунов // Книга. Исследования и материалы = Book. Researches and materials. - Москва : Книга, 1975. - Сборник 30, С. 92-112. - [21] с.
- О документальных сборниках, посвященных Ивану Федорову / Б. В. Сапунов // Книга. Исследования и материалы = Book. Researches and materials. - Москва : Книга, 1977. - Сборник 34, С. 203-207. - [5] с.
- Книга и читатель на Руси в XVI в. / Б. В. Сапунов // Книга. Исследования и материалы = Book. Researches and materials. - Москва : Книга, 1983. - Сборник 46, С. 60-80. - [21] с.
- Московское барокко - феномен русской книжной культуры XVII в. : (По описям библиотек и владельческим припискам на книгах) / Б. В. Сапунов // Книга. Исследования и материалы = Book. Researches and material. - Сборник 57. - Издательство "Книжная палата", 1989. - С. 60-77. - [18] с.
- Немецкие книги и газеты в Москве в XVII в. : (Из истории русско-немецких культурных связей) / Б. В. Сапунов // Книга. Исследования и материалы = Book. Researches and materials. - Сборник 68. - Москва : ТЕРРА, 1994. - С. 298-301. - [4] с.
- Фрагменты памяти / Б. В. Сапунов // Белорусский сборник : статьи и материалы по истории и культуре Белоруссии. - Вып. 2. - Санкт-Петербург, 2002. - С. 203-204. - [2] с.
- Из истории русско-белорусских связей в XVII в. / Б. В. Сапунов // Белорусский сборник : статьи и материалы по истории и культуре Белоруссии. - Вып. 3. - Санкт-Петербург, 2005. - С. 135-138. - [4] с.
- Фальшивые червонцы - секретное оружие Гитлера / Б. В. Сапунов // Белорусский сборник : статьи и материалы по истории и культуре Белоруссии. - Вып. 4. - Санкт-Петербург, 2008. - С. 191-193. - [3] с.

### В качестве редактора
- Искусство и религия : Сб. науч. тр. / Гос. Эрмитаж; [Науч. ред. Б. В. Сапунов]. - Ленинград : Б. и., 1982. - 156 с. : ил.; 21 см.
- У истоков русской культуры XII-XVII века [Текст] : сборник статей / Государственный Эрмитаж ; Науч. ред. д-ра ист. наук Б. В. Сапунов. - Санкт-Петербург : Государственный Эрмитаж : Славия, 1995. - 151 с., [31] л. ил.; 21 см.; ISBN 5-88654-008-3